# ويسلي لوبيز بيلترام
ويسلي لوبيز بيلترام (بالبرتغالية: Wesley Lopes Beltrame‏) (24 يونيو 1987 بكتاندوفا في البرازيل - ) هو لاعب كرة قدم برازيلي في مركز الوسط. شارك مع منتخب البرازيل لكرة القدم. أما مع النوادي، فقد لعب مع أتلتيكو باراناينسي وفيردر بريمن ونادي بالميراس ونادي سانتوس ونادي ساو باولو.

## روابط خارجية
- ويسلي لوبيز بيلترام على موقع قاعدة بيانات كرة القدم.إي يو (الإنجليزية)
- ويسلي لوبيز بيلترام على موقع بيانات كرة القدم. دي إي (الألمانية)
- ويسلي لوبيز بيلترام على موقع ناشيونال فوتبول تيمز (الإنجليزية)
- ويسلي لوبيز بيلترام على موقع Soccerway.com (الإنجليزية)
- ويسلي لوبيز بيلترام على موقع عالم كرة القدم.نت (الإنجليزية)
- ويسلي لوبيز بيلترام على موقع AS.com (الإسبانية)